# 皮佐 (索姆省)
皮佐（法語：Puzeaux，法語發音：[pyzo]）是法国上法蘭西大區索姆省的一个市镇，属于佩罗讷区。

## 地理
皮佐（49°47'53"N, 2°49'18"E）面积3.75 平方千米，位于法国上法蘭西大區索姆省，该省份为法国北部沿海省份，北起加来海峡省和北部省，西接滨海塞纳省和大西洋英吉利海峡，南至瓦兹省，东临埃纳省。
与皮佐接壤的市镇（或旧市镇、城区）包括：绍讷、丰什-丰谢特、潘希、伊佩库尔。
皮佐的时区为UTC+01:00、UTC+02:00（夏令时）。

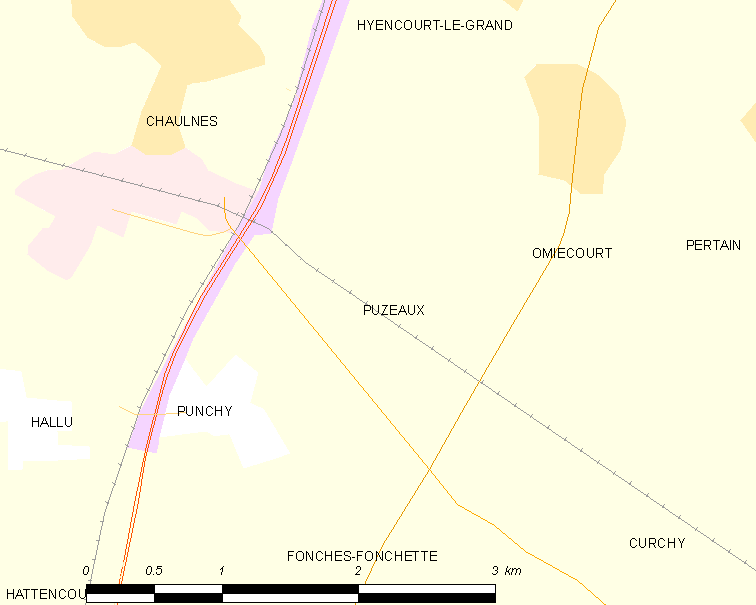
皮佐的OSM定位图

## 行政
皮佐的邮政编码为80320，INSEE市镇编码为80647。

## 政治
皮佐所属的省级选区为阿姆县。

## 人口

1962-2008年间皮佐人口变化图示

皮佐于2022年1月1日时的人口数量为279人。